# Cash op Zolder
Cash op Zolder is een Nederlands televisieprogramma, dat gebaseerd is op het format van het BBC-programma Cash in the Attic.
Het programma werd uitgezonden van 2010 tot en met 2014 door de AVRO (laatste seizoen: AVROTROS) op Nederland 2. Het eerste seizoen werd gepresenteerd door Sipke Jan Bousema, de seizoenen erna door Art Rooijakkers.